# Agathosma microcalyx
Agathosma microcalyx är en vinruteväxtart som beskrevs av Dümmer. Agathosma microcalyx ingår i släktet Agathosma och familjen vinruteväxter. Inga underarter finns listade i Catalogue of Life.